# This Magic Moment
This Magic Moment est une chanson écrite par Doc Pomus et Mort Shuman. Elle a été enregistrée pour la première fois en 1960 par le groupe The Drifters. Leur version, avec Ben E. King au chant, atteint la 16e place du classement Billboard.

## Reprises
This Magic Moment a connu de nombreuses reprises :
- En 1969, celle du groupe Jay and the Americans se classe no 6 et devient disque d'or.
- En 1995, Lou Reed enregistre une reprise pour l'album hommage à Doc Pomus Till the Night Is Gone. David Lynch reprend cette version dans la bande originale de son film Lost Highway en 1997.
- Le groupe The Misfits a inclus This Magic Moment dans son album de reprises Project 1950 (2003).